# Natri naphthalenide
Natri naphthalenide, còn được biết là natri naphthalen, natri naphthalide, là một muối hữu cơ với công thức Na+C10H8−, một chất khử đơn điện tử dùng trong tổng hợp hóa hữu cơ, hóa cơ kim và hóa vô cơ.

## Điều chế
Chất này được điều chế khi khuấy natri kim loại với naphthalen trong dung môi ether như tetrahydrofuran hay dimethoxyethan, tạo thành dung dịch màu xanh lục sẫm. Nó không thể cô lập dưới dạng chất rắn, nên cần phải điều chế ngay trước khi sử dụng.

## Tính chất
Anion là một gốc, tạo ra tín hiệu EPR mạnh ở gần g = 2,0; với thế khử gần -2,5 V so với NHE. Màu xanh lục sẫm của nó sinh ra từ các hấp thụ tập trung tại 463, 735 nm.
Anion này là một base mạnh, và quá trình phân hủy điển hình bao gồm phản ứng với nước và các nguồn cung cấp proton có liên quan:
2 NaC
10H
8 + 2 H
2O → C
10H
10 + C
10H
8 + 2 NaOH

## Các chất liên quan
Đối với một số hoạt động tổng hợp thì natri naphthalenide là khử quá mạnh (quá âm) và khi đó người ta phải lựa chọn các chất khử nhẹ hơn. Các vòng lớn hơn tạo ra các chất khử nhẹ hơn. Natri acenaphthenide là chất khử nhẹ hơn với thế khử khoảng 0,75 V.
Muối tương ứng của lithi là lithi naphthalenide cũng được biết đến.

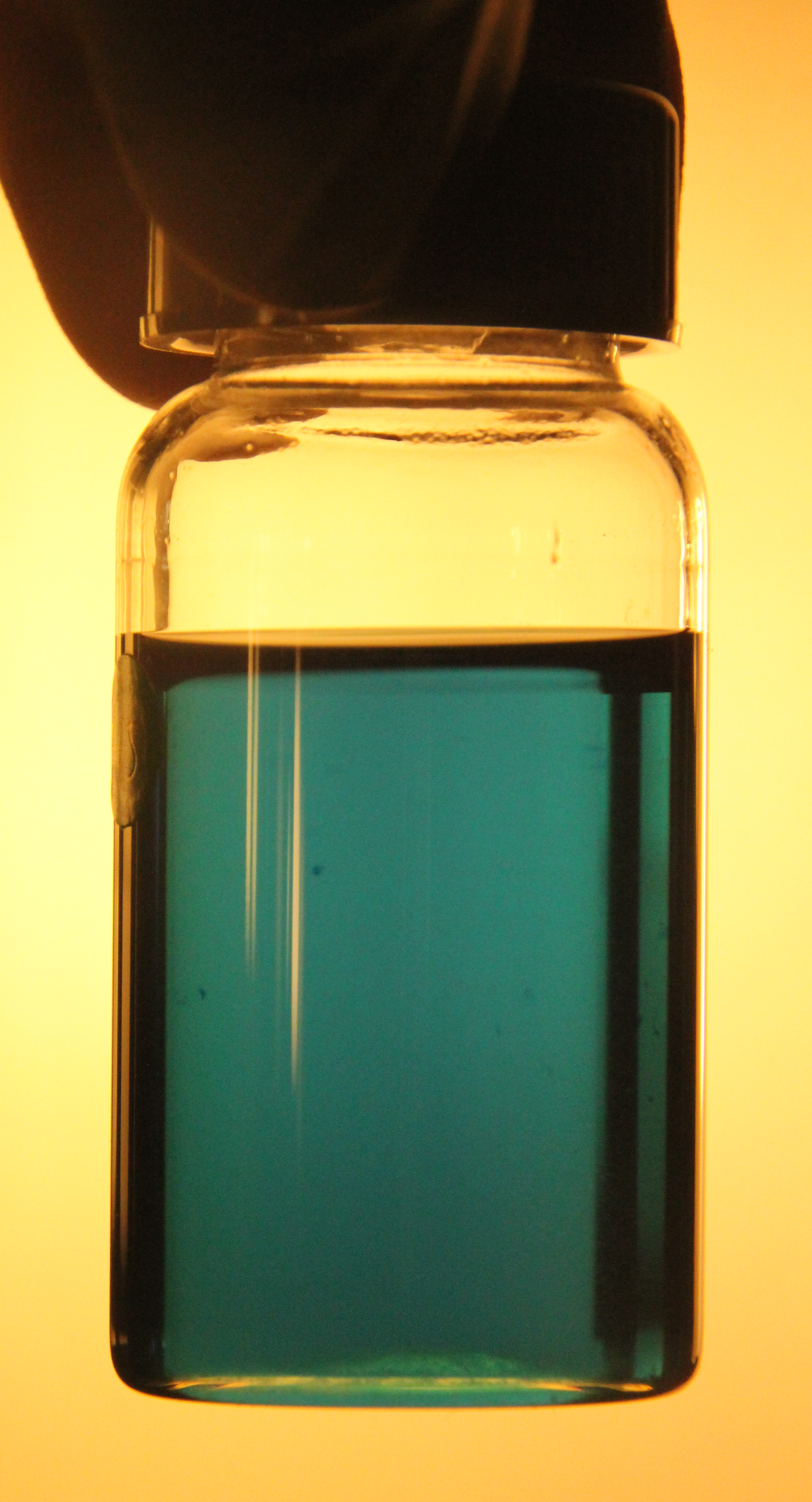
Dung dịch lithi naphthalenide trong tetrahydrofuran.